# Hoplia inornata
Hoplia inornata är en skalbaggsart som beskrevs av Kobayashi 1990. Hoplia inornata ingår i släktet Hoplia och familjen Melolonthidae. Inga underarter finns listade i Catalogue of Life.